# Pan-STARRS

Découvertes d'objets géocroiseurs par différents projets au 24 mars 2023 (Pan-STARRS est en violet).

Panoramic Survey Telescope And Rapid Response System
Cet article concerne le projet de relevé astronomique. Pour les objets découverts par Pan-STARRS, dont les comètes nommées PANSTARRS, voir Comète PANSTARRS.
Pan-STARRS (acronyme de Panoramic Survey Telescope And Rapid Response System, « Télescope de relevé panoramique et système de réponse rapide ») est un programme de relevé astronomique dont l'objectif est d'effectuer de l'astrométrie et de la photométrie d'une grande partie du ciel quasiment en continu. En détectant toute différence par rapport aux observations précédentes des mêmes zones du ciel, on espère découvrir un très grand nombre de nouveaux astéroïdes, comètes, étoiles variables et autre objets célestes. Sa mission principale est de détecter les objets géocroiseurs qui pourraient provoquer des impacts cosmiques. Il est prévu de créer une base de données comprenant tous les objets visibles depuis Hawaï (les trois quarts du ciel) jusqu'à une magnitude apparente de 24.
Le premier télescope de Pan-STARRS, appelé PS1, est situé au sommet du Haleakalā à Maui et a été mis en service le 6 décembre 2008, sous la responsabilité de l'université d'Hawaï (observatoire du Haleakalā),. Il était initialement prévu de construire un réseau de quatre télescopes identiques, dont l'achèvement était prévu en 2012 pour un coût total de cent millions d'USD. En 2020, seuls les deux premiers télescopes (PS1 et PS2) ont été construits. 
Le projet Pan-STARRS est une collaboration entre l'Institute for Astronomy de l'université d'Hawaï, le laboratoire Lincoln du MIT, le Maui High Performance Computing Center et Science Applications International Corporation. La construction du télescope PS1 a été financée essentiellement par l'US Air Force et celle du télescope PS2 par le Near-Earth Object Program de la NASA.
Jusqu'en mars 2014, le fonctionnement du premier télescope Pan-STARRS (PS1) a été financé par le consortium The PS1 Science Consortium (PS1SC) comprenant la société Max-Planck en Allemagne, l'université nationale centrale à Taïwan, les universités d'Édimbourg, de Durham et l'université Queen's de Belfast au Royaume-Uni, les universités Johns-Hopkins et Harvard aux États-Unis et l'observatoire de Las Cumbres. Depuis cette date, il est principalement financé par le Near-Earth Object Program de la NASA.

## Instruments
En 2020, Pan-STARRS comprend deux télescopes Ritchey-Chrétien de 1,8 m qui sont situés sur le volcan Haleakalā de l'île de Maui, archipel d'Hawaï. Il était prévu que les quatre télescopes du système définitif 'PS4' pointent dans la même direction : les données auraient été comparées pour éliminer les artefacts des CCD dus aux défauts des puces, aux pixels défectueux et aux rayons cosmiques, puis les images auraient été additionnées pour donner l'équivalent d'un télescope unique de 3,6 m. 
Le télescope prototype « PS1 » a vu sa première lumière avec une caméra à faible résolution (360 mégapixels) en juin 2006. Le télescope a un angle de vue de 3°, soit un champ de vue de 7 degrés carrés, ce qui est extrêmement important pour un télescope de cette taille, et est équipé de la plus grande caméra numérique jamais construite, enregistrant presque 1,4 milliard de pixels par image. Le plan focal est équipé de 60 modules CCD montés de façon compacte et disposés sous la forme d'une matrice 8 × 8. Les quatre angles ne sont pas équipés de CCD, car l'optique ne permet pas de former une image correcte dans les angles. Chaque module CCD, appelé Orthogonal Transfer Array (OTA), fait 4 800 × 4 800 pixels et est constitué de 64 cellules, chacune de 600 × 600 pixels. Cette caméra gigapixel ou 'GPC' a vu sa première lumière le 22 août 2007 en photographiant la galaxie d'Andromède. Elle est équipée de 5 filtres à bande large, dont deux dans le visible ('g' et 'r') et trois dans le proche infrarouge  ('i', 'z' et 'y').
Chaque image nécessite environ 2 gigaoctets de stockage et les temps d'exposition sont compris entre 30 et 60 secondes (suffisant pour enregistrer des objets jusqu'à la magnitude apparente de 24), plus environ une minute pour le traitement numérique de l'image. Puisque les images seront prises en continu, il était prévu que 10 téraoctets de données soient enregistrées par PS1 chaque nuit. À cause de ce très grand volume de données, le logiciel de traitement enregistrera les positions et les magnitudes de tous les objets de l'image puis l'image elle-même sera effacée. La comparaison à une base de données d'objets invariables connus compilée à partir d'observations antérieures fournira les objets recherchés : tout ce qui a changé de luminosité et/ou de position pour une raison quelconque.
Le très grand angle de vision des télescopes et les temps d'exposition courts permettront de photographier environ 6 000 degrés carrés de ciel chaque nuit. La totalité du ciel fait 4π stéradians, soit 4π × (180/π)2 ≈ 41 253,0 degrés carrés, dont environ 30 000 degrés carrés sont visibles depuis Hawaï, ce qui signifie que l'intégralité du ciel peut être photographiée sur une période de 40 heures (soit environ 10 heures par nuit pendant quatre jours). Compte tenu qu'il faut éviter les périodes où la Lune est trop brillante, cela signifie qu'une surface équivalente à celle du ciel entier pourra être balayée quatre fois par mois, ce qui est sans précédent.

## Programme scientifique
L'observation systématique du ciel entier en continu est un projet sans précédent et on s'attend à faire un nombre extrêmement grand de découvertes d'objets célestes de types variés. Par exemple, le projet actuel de recherche d'astéroïdes le plus ambitieux LINEAR va seulement jusqu'à une magnitude apparente de 19 et concentre ses recherches essentiellement au voisinage de l'écliptique ; Pan-STARRS ira cinq magnitudes plus loin et couvrira tout le ciel visible depuis Hawaï
Depuis 2014, Pan-STARRS est financé en grande partie par une subvention du Near-Earth Object Program de la NASA. Il utilise donc 90 % de son temps d'observation à la recherche d'objets géocroiseurs.

### Système solaire
En plus du grand nombre de découvertes attendues dans la ceinture d'astéroïdes principale, on s'attend à ce que Pan-STARRS détecte au moins 100 000 astéroïdes troyens de Jupiter (à comparer aux 2 900 connus fin 2008) ; au moins 20 000 objets de la ceinture de Kuiper (à comparer aux 800 connus fin 2005) ; des milliers de troyens de Saturne, d'Uranus et de Neptune (actuellement six troyens de Neptune sont connus, et aucun des autres planètes en dehors de Mars et de Jupiter) ; et un grand nombre de centaures et de comètes.
Ainsi, en 2011, Pan-STARRS est à l'origine de la découverte de la comète C/2011 L4 (PANSTARRS), qui fut visible de la Terre au printemps 2013.
En plus d'accroître très fortement le nombre d'objets connus du Système solaire, Pan-STARRS pourra supprimer ou réduire les biais observationnels présents dans beaucoup de relevés actuels. Par exemple, parmi les objets actuellement connus il y a un biais favorisant les faibles inclinaisons orbitales, et donc un objet tel que Makémaké n'a été que récemment détecté en dépit de sa magnitude apparente faible de 17, à peine plus forte que celle de Pluton. De même, parmi les comètes actuellement connues, il existe un biais favorisant celles possédant une faible valeur du périhélie. La réduction des effets de ce biais observationnel permettra de réaliser une description plus fidèle de la dynamique du Système solaire. Par exemple, on s'attend à ce que le nombre de troyens de Jupiter de taille supérieure à 1 km puisse en fait être du même ordre que celui des objets de la ceinture principale, alors que la population actuellement connue de ces derniers est de plusieurs ordres de grandeur supérieure.
Une possibilité intéressante est que Pan-STARRS puisse détecter des « débris interstellaires » ou des « intrus interstellaires » traversant le Système solaire. Lors de la formation d'un système planétaire, on pense qu'un très grand nombre d'objets sont éjectés à cause d'interactions gravitationnelles avec les planètes (jusqu'à 1013 objets dans le cas du système solaire. Les objets éjectés par les systèmes planétaires autour d'autres étoiles pourraient sans doute circuler dans la galaxie et certains pourraient passer à travers le Système solaire.
Un autre possibilité intéressante est que Pan-STARRS puisse détecter des collisions entre de petits astéroïdes. Elles sont très rares et aucune n'a encore été observée, mais avec le très grand nombre d'astéroïdes qui sera découvert on s'attend - à partir de considérations statistiques - à ce que des collisions puissent être observées.
Pan-STARRS découvrira aussi probablement plusieurs objets de la ceinture de Kuiper de la taille de Pluton ou supérieure, similaires à Éris.

### Au-delà du Système solaire
On s'attend à ce que Pan-STARRS découvre un très grand nombre d'étoiles variables, dont certaines dans d'autres galaxies proches ; en fait, cela pourra conduire à la découverte de galaxies naines encore inconnues. En découvrant un grand nombre de céphéides et d'étoiles binaires à éclipses, il aidera à déterminer les distances des galaxies proches avec une plus grande précision. On s'attend à découvrir un grand nombre de supernovae de type Ia dans d'autres galaxies, qui sont importantes pour étudier les effets de l'énergie sombre, ainsi que les contreparties optiques des sursauts gamma.
Parce que les très jeunes étoiles (telles que les étoiles T Tauri) sont habituellement variables, Pan-STARRS devrait en découvrir un grand nombre et améliorer la compréhension de ces étoiles. On s'attend aussi à ce que Pan-STARRS découvre un grand nombre de planètes extrasolaires en observant leur transits devant leurs étoiles, ainsi que des événements de microlentille gravitationnelle.
Pan-STARRS mesurera aussi les mouvements propres et les parallaxes et devrait donc découvrir un grand nombre de naines brunes, de naines blanches et d'autres objets faibles et proches, et il pourrait réaliser un recensement complet de toutes les étoiles à moins de 100 parsecs du Soleil. Les précédents relevés de mouvement propre et de parallaxe ne détectaient que rarement des objets faibles comme l'étoile de Teegarden récemment découverte, qui sont trop faibles pour des programmes comme Hipparcos.
De plus, en identifiant des étoiles ayant une parallaxe élevée mais un mouvement propre très faible en vue de mesures de vitesses radiales complémentaires, Pan-STARRS sera peut-être même capable de détecter des objets hypothétiques de type Némésis s'ils existent réellement.

## Informatique et base de données
1,4 téraoctet d'images sont produites chaque nuit par Pan-STARRS et les données astronomiques sont stockés dans un système de base de données relationnelle Microsoft SQL Server 2008 sous Windows organisé en cluster à 12 nœuds comprenant 100 To de données autres que les photographies. En 2012, ce système représentait le plus gros catalogue de données astronomique au monde, avec 5,5 milliards d'objets célestes recensés et 300 milliards de détections enregistrées. En 2008, 300 To de données figurait dans la base de Pan-STARRS.
La deuxième édition du catalogue de données, Pan-STARRS DR2, annoncée en janvier 2019, est le plus grand volume de données astronomiques jamais publié. Avec plus de 1,6 pétaoctets d'images, c'est l'équivalent de 30 000 fois le contenu textuel de Wikipedia. Les données sont archivées dans le Mikulski Archive for Space Telescopes (MAST) du Space Telescope Science Institute.

## Découvertes
Au 1er octobre 2023, le Centre des planètes mineures attribue à Pan-STARRS 1 la découverte de 25 209 planètes mineures numérotées entre 2009 et 2020, ce qui le place en 6e rang des découvreurs d'astéroïdes. À la même date, le MPC attribue à Pan-STARRS 2 la découverte de 52 astéroïdes numérotés entre 2015 et 2021.
Le tableau ci-dessous présente quelques objets découverts ou observés par Pan-STARRS. 
| Désignation                    | Signalé / Découvert | Commentaires |    |
| ------------------------------ | ------------------- | --- | -- |
| 2010 ST3                       | 16 septembre 2010   | cet astéroïde géocroiseur, qui à l'époque de sa découverte avait une très faible chance de heurter la Terre en 2098, a été découvert par Pan-STARRS le 16 septembre 2010. C'est le premier astéroïde géocroiseur (NEA) découvert par le programme Pan-STARRS. Il mesure entre 30 et 65 mètres,, taille similaire à celle de l'objet de la Toungouska qui heurta la Russie en 1908. Il passa à moins de 6 millions de kilomètres de la Terre mi-octobre 2010. | 01 |
| 2012 GX17                      | 14 avril 2012       | ce faible objet de 22ème magnitude est un potentiel troyen de Neptune au point L5 | 02 |
| 2013 ND15                      | 13 juillet 2013     | cet objet est probablement le premier troyen de Vénus au point L4 connu. | 03 |
| C/2011 L4 (PANSTARRS)          | 6 juin 2011         | les astronomes de l'université d'Hawaï qui utilisent le télescope Pan-STARRS ont découvert la comète C/2011 en 2011. Au moment de la découverte elle était à environ 1,2 milliard de kilomètres du Soleil, la situant au-delà de l'orbite de Jupiter. Elle devint visible à l'œil nu lorsqu'elle approcha son périhélie en mars 2013. Elle est très probablement originaire du nuage de Oort, un nuage d'objets de type cométaire situé dans le Système solaire externe distant. Elle a été probablement perturbée gravitationnellement par une étoile de passage lointaine, l'envoyant pour un long voyage vers le Soleil,. | 04 |
| PS1-10afx                      | 31 août 2010        | une supernova superlumineuse déficiente en hydrogène (SLSN) avec un redshift z = 1,388. Elle a été d'abord découverte en imagerie MDS le 31 août 2010. On a découvert ultérieurement que sa superluminosité était due à une lentille gravitationnelle. | 05 |
| PS1-10jh                       | 31 mai 2010         | perturbation par effet de marée d'une étoile par un trou noir supermassif. | 06 |
| P/2010 T2 (PANSTARRS)          | 16 octobre 2010     | ce faible objet de 20ème magnitude est la première comète découverte par Pan-STARRS. Même lors de son passage au périhélie à l'été 2011 à 3,73 ua, sa magnitude n'a été que 19,5. Elle a une période orbitale de 13,2 années et est membre de la famille des comètes de Jupiter, à courte période,. | 07 |
| P/2012 B1 (PANSTARRS)          | 25 janvier 2012     | découverte par Pan-STARRS,. | 08 |
| 358P/PANSTARRS                 | 6 octobre 2012      | découverte par Pan-STARRS, c'est l'une des rares comètes de la ceinture principale connues. | 09 |
| C/2013 P2 (PANSTARRS)          | 4 août 2013         | découverte par Pan-STARRS, une comète de Manx du nuage de Oort ayant une période orbitale supérieure à 51 millions d'années. | 10 |
| P/2013 R3 (Catalina-PANSTARRS) | 15 septembre 2013   | comète découverte par Pan-STARRS dont la désintégration a été observée par Hubble. | 11 |
| C/2014 S3 (PANSTARRS)          | 22 septembre 2014   | une comète rocheuse,. | 12 |
| 2014 YX49                      | 26 décembre 2014    | un troyen d'Uranus, le deuxième découvert. | 13 |
| SN 2008id                      | 3 novembre 2008     | supernova de type Ia, confirmée par l'observatoire Keck par son redshift. | 14 |
| (469219) Kamoʻoalewa           | 27 avril 2016       | peut-être le quasi-satellite de la Terre dont l'orbite est la plus stable,. | 15 |
| 2016 UR36                      | 25 octobre 2016     | un astéroïde géocroiseur vu 5 jours avant son passage au plus près de la Terre,. | 16 |
| C/2017 K2 (PANSTARRS)          | 21 mai 2017         | une comète possédant une orbite hyperbolique et une vitesse d'échappement élevée,. | 17 |
| 1I/ʻOumuamua                   | 19 octobre 2017     | la première observation d'un objet interstellaire. | 18 |
| (515767) 2015 JA2              | 31 mars 2018        | premier astéroïde découvert par Pan-STARRS 2 (PS2) le 15 mai 2015, numéroté par le Centre des planètes mineures en mars 2018. | 19 |
| P/2016 G1 (PANSTARRS)          | 6 mars 2016         | première désintégration observée d'une astéroïde, à la suite d'une collision. | 20 |